# Club Deportivo San Martín
El Club Deportivo San Martín fue un club de fútbol de España con base en la población de Sotrondio, en el concejo de San Martín del Rey Aurelio en Asturias.

## Historia
El club fue fundado en el año 1950 y toda su historia se desarrolla entre las categorías regionales y Tercera División. Tras cinco temporadas el club militando en Regional Preferente, en la temporada 2016-17 ascendió a Tercera División.

## Desaparición
El Club desapareció el 4 de marzo de 2012 debido a que la Real Federación de Fútbol del Principado de Asturias no autorizó la tramitación de la ficha de un nuevo técnico hasta que no se pagase la deuda contraída con el estamento federativo, al que se estima que ya debía 10000 €. Tras convocar dos asambleas extraordinarias de socios (sin hallar solución a los problemas). Y después de no presentarse a dos partidos consecutivos de liga, el club fue expulsado de la competición y disuelto posteriormente.

## Uniforme
- Uniforme titular: Camiseta azul, pantalón blanco y medias azules.
- Uniforme alternativo: Camiseta amarillo, pantalón negro y medias amarillas.

## Estadio
El club disputaba sus partidos como local en el campo de El Florán, que se encuentra situado en la población de Blimea, al lado de la carretera AS-17. Su superficie es de césped natural y cuenta con gradas con capacidad para unos 1 500 espectadores.[cita requerida]